# 夏威夷州議會大廈
夏威夷州議會大廈（Hawaii State Capitol）是美國夏威夷州議會的開會地點，位於檀香山。在遷入夏威夷議會大廈之前，夏威夷州議會曾經在伊奧拉尼宮開會。夏威夷議會大廈1969年3月16日開幕。

## 外部連結
- 官方网站
- Historic Honolulu (The Capitol District)
- Description of Hawaii State Capitol （页面存档备份，存于） from CUPOLA （页面存档备份，存于）